# سنجاب درختی فیلیپینی
سنجاب درختی فیلیپینی (نام علمی: Sundasciurus philippinensis) نام یک گونه از تیره سنجاب است.